# پژبوروو (استان اشوی‌داشکسیه)
پژبوروو (به لهستانی: Przyborów) یک منطقهٔ مسکونی در لهستان است که در گمینا بوزخوو واقع شده‌است. پژبوروو ۴۹ نفر جمعیت دارد.